# Ý dĩ

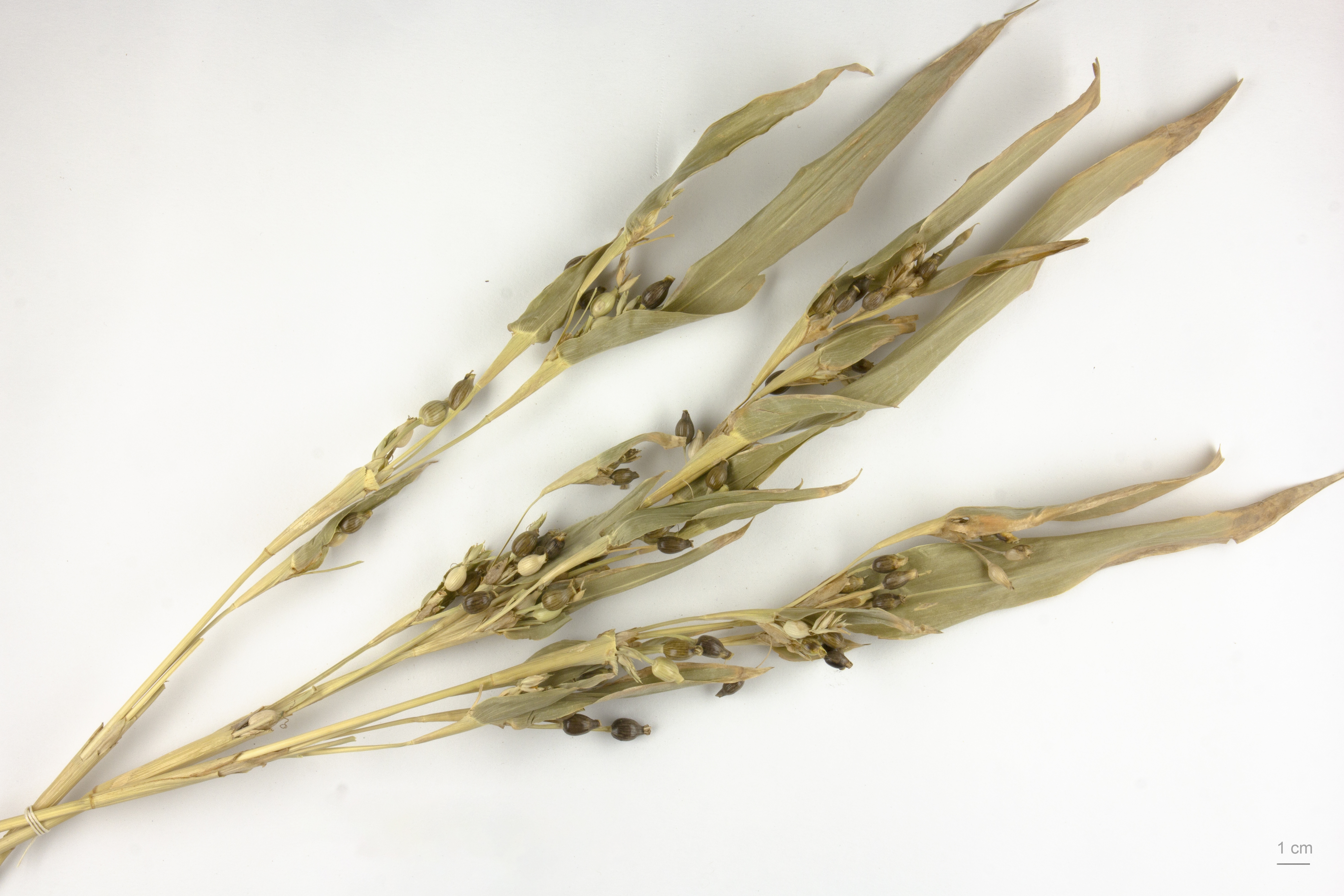
Coix lacryma-jobi

Ý dĩ hoặc cườm thảo, bo bo (danh pháp hai phần: Coix lacryma-jobi), là một loài thực vật nhiệt đới thân cao để lấy hạt trong họ Hòa thảo (Poaceae). Cây có nguồn gốc từ Đông Á và Malaysia bán đảo nhưng được gieo trồng ở nhiều nơi trong ruộng, vườn như là một loại cây một năm.
Ý dĩ còn có tên gọi là bo bo nhưng cần chú ý đây không phải là bo bo thời bao cấp. Bo bo thời bao cấp là cao lương.
Nó đã hợp thủy thổ tại miền nam Hoa Kỳ và khu vực nhiệt đới Tân thế giới. Tại Hoa Kỳ nó được gọi là Job's tears. Đây là một loài cây lương thực khá phổ biến, nhưng được bày bán một cách sai lệch dưới tên gọi Chinese pearl barley (mạch trân châu Trung Hoa) tại một số siêu thị châu Á, mặc dù trên thực tế C. lacryma-jobi không nằm trong cùng một chi với lúa mạch (Hordeum vulgare).

## Ý dĩ ở Việt Nam
Ở Việt Nam có ba giống bo bo (ý dĩ):
- Bo bo tẻ (C. lacryma-jobi var. stenocarpa); hạt bo bo tẻ sắc trắng, lớn hạt thường trồng làm thức ăn.
- Bo bo cườm (C. lacryma-jobi var. puellarum); giống này nhỏ hạt lại rất cứng, không dùng ăn mà chỉ dùng xâu hạt làm chuỗi, kết mành, v.v.
- Bo bo nếp (C. lacryma-jobi var. ma-yuen); giống này lớn hạt, róc vỏ, và được coi là quý nhất. Tương truyền Mã Viện đã đem hạt này từ Giao Chỉ sang Trung Hoa gây giống.[2]

## Miêu tả cây
Cây thảo, cao tới 2m. Thân cây nhẵn có vạch dọc. Lá hình mác to, gân lá song song, rõ.
Hoa đơn tính cùng gốc. Quả dĩnh, bao bọc bởi bẹ của lá bắc.
Hạt Ý dĩ khi chín được bao bọc trong cấu trúc hình ôvan màu trắng trân châu và rất cứng. Nó được xài như là các chuỗi hột trang sức để làm chuỗi tràng hạt, chuỗi hạt và các vật dụng khác. Một số thứ được thu hoạch như là một loại ngũ cốc và cũng được sử dụng trong y học tại một vài nơi tại châu Á.

## Từ nguyên học
Ý dĩ được gọi bằng nhiều tên gọi khác nhau:
- Tiếng Trung Quốc: xuyên cốc (川谷) hay ý dĩ (薏苡). Hạt được gọi là ý mễ (薏米) hay ý nhân (薏仁).
- Tiếng Nhật: juzudama (数珠玉, âm Hán Việt: số châu ngọc, hay ジュズダマ) hoặc hatomugi (鳩麦 hay ハトムギ)
- Tiếng Triều Tiên: yulmu (율무) trong

## Thành phần hóa học
Hạt chứa cacbohydrat, protit, lipid và các amino acid như leucin, lysin, arginin, tyrosin..., coixol, coixenolid, sitosterol, dimethyl glucozit.

## Sử dụng
Tại Triều Tiên, loại đồ uống đậm đặc gọi là yulmu cha (율무차, nghĩa văn chương "trà ý dĩ") được làm từ bột ý dĩ. Một loại đồ uống tương tự, gọi là ý mễ thủy (薏米水), cũng có trong ẩm thực Trung Hoa, và được làm bằng cách đun sôi các hạt ý dĩ đã chuốt bóng trong nước và được làm ngọt bằng đường để có một loại chất lỏng đục như mây. Hạt thông thường được lọc ra khỏi chất lỏng, nhưng cũng có thể được ăn cùng với nước hoặc riêng rẽ.
Ở cả Triều Tiên và Trung Quốc, một loại rượu mùi chưng cất cũng được làm từ ý dĩ.

### Y học
Nó cũng được sử dụng cùng với các loại cây thuốc khác trong y học cổ truyền Trung Hoa và các nước lân cận dưới tên gọi ý dĩ.
Thuốc bồi dưỡng cơ thể do có hàm lượng protit và lipid cao. Chữa viêm ruột và ỉa chảy kéo dài ở trẻ em, phù thũng, sỏi thận, tê thấp, nhức mỏi chân tay: ngày 10 - 30 g dạng thuốc bột hoặc thuốc sắc.

### Chữa bệnh và phương pháp làm
- Trị răng đau, răng sâu: ý dĩ, cát cánh, nghiền nát thành bột nhuyễn, nhét vào chỗ răng đau.
- Trẻ em rối loạn tiêu hóa, tiêu chảy kéo dài, đái đục: Hạt ý dĩ 12 g, hoài sơn đồ sao 10 g tán bột, cho ăn mỗi lần 6 - 7 g hòa với nước cơm, ngày ăn 2 - 3 lần.
- Tiêu chảy mạn tính: Hạt ý dĩ sao vàng 50 g, hạt sen sao vàng 40 g, sa nhân 5 g. Tất cả đem tán bột mịn, ngày uống 2 - 3 lần với nước cơm, mỗi lần 10 - 15 g.
- Phụ nữ khí hư, bạch đới: Hạt ý dĩ sao vàng 20 g, rễ cây bấn trắng 20 g sao vàng. Sắc uống ngày một thang.
- Tê thấp, đau lưng, mỏi khớp: Hạt ý dĩ sao vàng 30 g; thổ phục linh, cẩu tích, tỳ giải đều 20 g. Sắc uống ngày một thang.